# Kennedy Center Honors

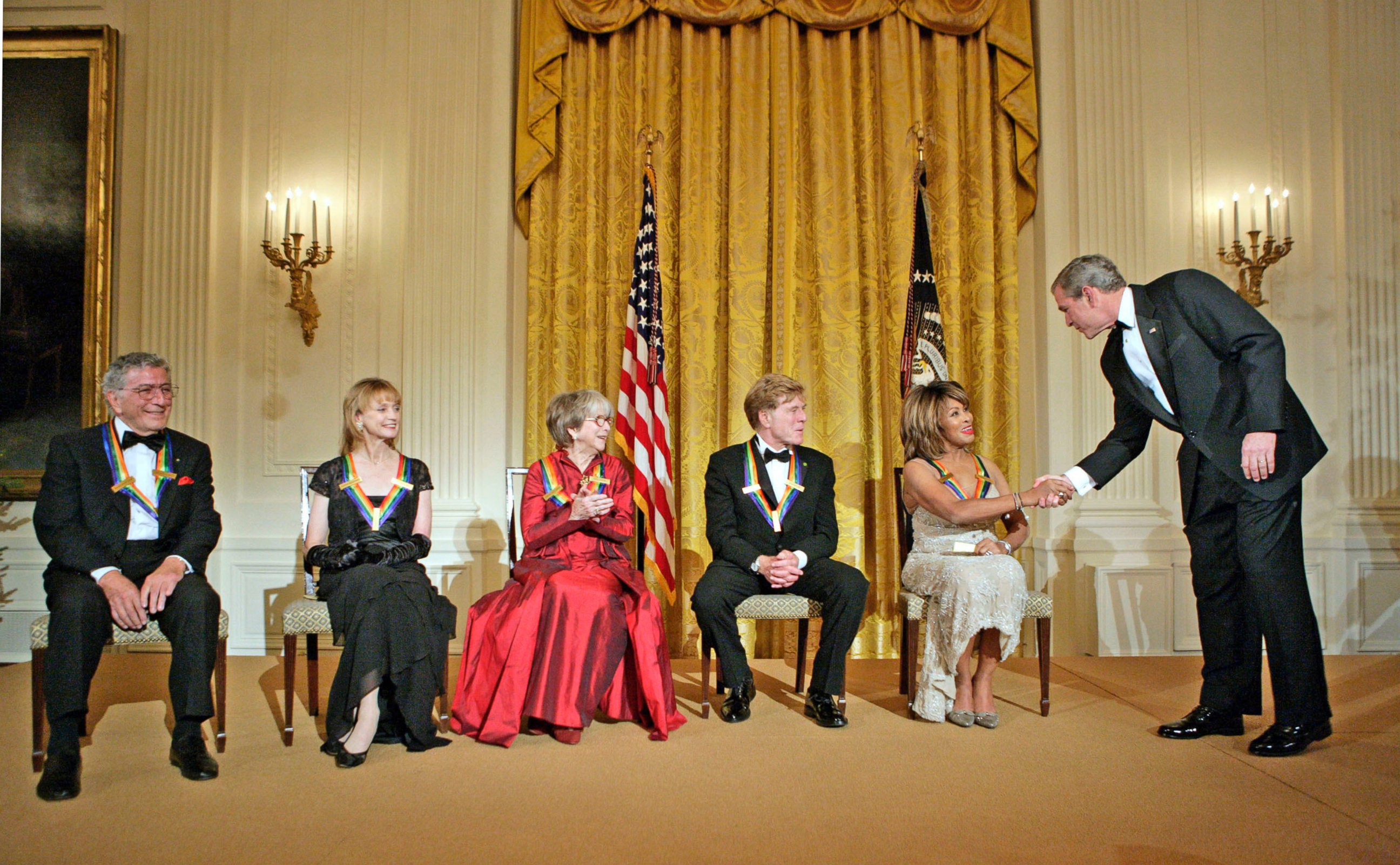
George W. Bush schudt de winnaars in 2005 de hand, van links naar rechts: Tony Bennett, Suzanne Farrell, Julie Harris, Robert Redford en Tina Turner.

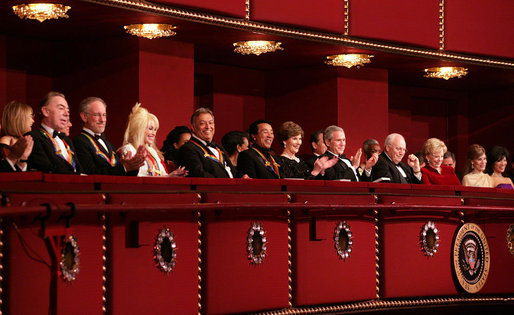
Het balkon met de winnaars tijdens de uitreiking in 2006, met onder anderen Andrew Lloyd Webber, Steven Spielberg, Dolly Parton, Zubin Mehta en Smokey Robinson.

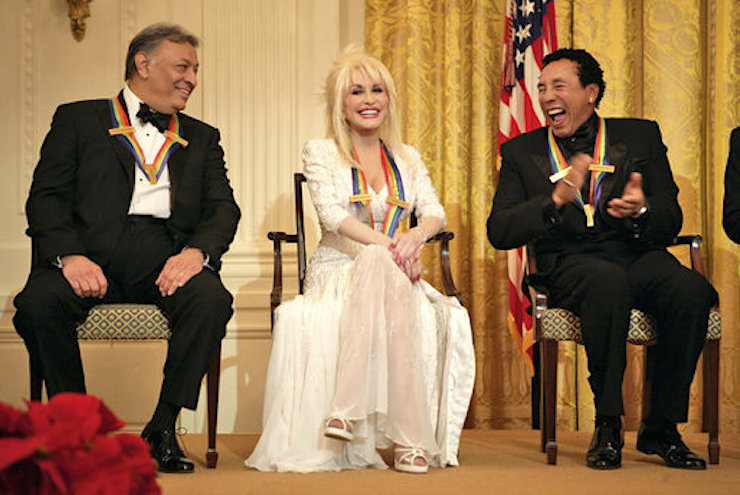
Drie van de winnaars in 2006: Zubin Mehta, Dolly Parton en Smokey Robinson.

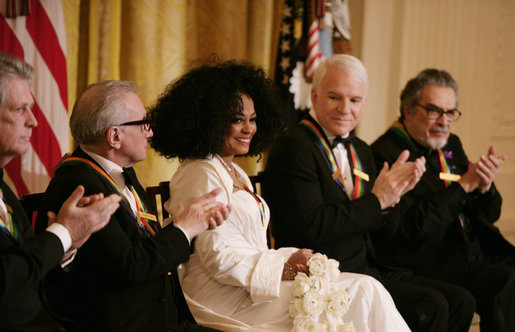
Diana Ross krijgt applaus van de andere winnaars in 2008, van links naar rechts: Brian Wilson, Martin Scorsese, Ross, Steve Martin en Leon Fleisher.

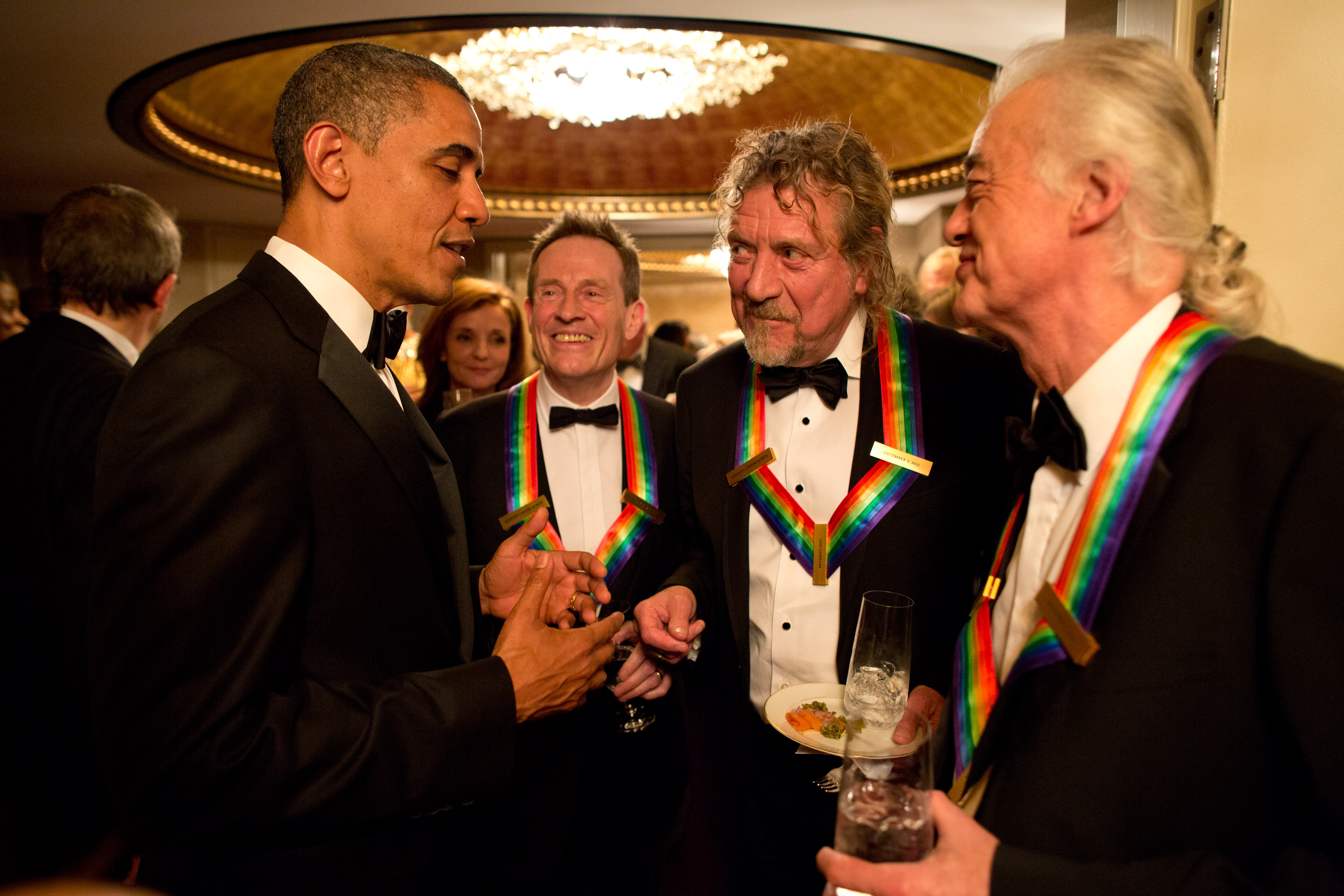
Barack Obama in gesprek met de bandleden van Led Zeppelin in 2012.

De Kennedy Center Honors zijn prijzen die het Kennedy Center uitreikt aan kunstenaars die met hun werk een belangrijke bijdrage hebben geleverd aan de cultuur van de Verenigde Staten. Bij de jaarlijkse uitreikingen worden liedjes van de groep of artiest vertolkt door andere bekende muzikanten. De eerste ceremonie werd in 1978 gehouden.

## Overzicht van de winnaars

### 1978-1979
- 1978: Marian Anderson, Fred Astaire, George Balanchine, Richard Rodgers en Arthur Rubinstein
- 1979: Aaron Copland, Ella Fitzgerald, Henry Fonda, Martha Graham en Tennessee Williams

### 1980-1989
- 1980: Leonard Bernstein, James Cagney, Agnes de Mille, Lynn Fontanne en Leontyne Price
- 1981: Count Basie, Cary Grant, Helen Hayes, Jerome Robbins en Rudolf Serkin
- 1982: George Abbott, Lillian Gish, Benny Goodman, Gene Kelly en Eugene Ormandy
- 1983: Katherine Dunham, Elia Kazan, Frank Sinatra, James Stewart en Virgil Thomson
- 1984: Lena Horne, Danny Kaye, Gian Carlo Menotti, Arthur Miller en Isaac Stern
- 1985: Merce Cunningham, Irene Dunne, Bob Hope, Alan Jay Lerner & Frederick Loewe en Beverly Sills
- 1986: Lucille Ball, Ray Charles, Hume Cronyn & Jessica Tandy, Yehudi Menuhin en Antony Tudor
- 1987: Perry Como, Bette Davis, Sammy Davis jr., Nathan Milstein en Alwin Nikolais
- 1988: Alvin Ailey, George Burns, Myrna Loy, Alexander Schneider en Roger L. Stevens
- 1989: Harry Belafonte, Claudette Colbert, Aleksandra Danilova, Mary Martin en William Schuman

### 1990-1999
- 1990: Dizzy Gillespie, Katharine Hepburn, Risë Stevens, Jule Styne en Billy Wilder
- 1991: Roy Acuff, Betty Comden & Adolph Green, Fayard & Harold Nicholas, Gregory Peck en Robert Shaw
- 1992: Lionel Hampton, Paul Newman & Joanne Woodward, Ginger Rogers, Mstislav Rostropovitsj en Paul Taylor
- 1993: Johnny Carson, Arthur Mitchell, Georg Solti, Stephen Sondheim en Marion Williams
- 1994: Kirk Douglas, Aretha Franklin, Morton Gould, Harold Prince en Pete Seeger
- 1995: Jacques d'Amboise, Marilyn Horne, B.B. King, Sidney Poitier en Neil Simon
- 1996: Edward Albee, Benny Carter, Johnny Cash, Jack Lemmon en Maria Tallchief
- 1997: Lauren Bacall, Bob Dylan, Charlton Heston, Jessye Norman en Edward Villella
- 1998: Bill Cosby, Fred Ebb & John Kander, Willie Nelson, André Previn en Shirley Temple
- 1999: Victor Borge, Sean Connery, Judith Jamison, Jason Robards en Stevie Wonder

### 2000-2009
- 2000: Mikhail Baryshnikov, Chuck Berry, Plácido Domingo, Clint Eastwood en Angela Lansbury
- 2001: Julie Andrews, Van Cliburn, Quincy Jones, Jack Nicholson en Luciano Pavarotti
- 2002: James Earl Jones, James Levine, Chita Rivera, Paul Simon en Elizabeth Taylor
- 2003: James Brown, Carol Burnett, Loretta Lynn, Mike Nichols en Itzhak Perlman
- 2004: Warren Beatty, Ossie Davis & Ruby Dee, Elton John, Joan Sutherland en John Williams
- 2005: Tony Bennett, Suzanne Farrell, Julie Harris, Robert Redford en Tina Turner
- 2006: Zubin Mehta, Dolly Parton, Smokey Robinson, Steven Spielberg en Andrew Lloyd Webber
- 2007: Leon Fleisher, Steve Martin, Diana Ross, Martin Scorsese en Brian Wilson
- 2008: Morgan Freeman, George Jones, Barbra Streisand, Twyla Tharp en The Who (Pete Townshend & Roger Daltrey)
- 2009: Mel Brooks, Dave Brubeck, Grace Bumbry, Robert De Niro en Bruce Springsteen

### 2010-2019
- 2010: Merle Haggard, Jerry Herman, Bill T. Jones, Paul McCartney en Oprah Winfrey
- 2011: Barbara Cook, Neil Diamond, Yo-Yo Ma, Sonny Rollins en Meryl Streep
- 2012: Buddy Guy, Dustin Hoffman, Led Zeppelin (John Paul Jones, Jimmy Page & Robert Plant), David Letterman en Natalia Makarova
- 2013: Martina Arroyo, Herbie Hancock, Billy Joel, Shirley MacLaine en Carlos Santana
- 2014: Al Green, Tom Hanks, Patricia McBride, Sting en Lily Tomlin[1]
- 2015: George Lucas, Rita Moreno, Carole King, Seiji Ozawa, Cicely Tyson
- 2016: Eagles, Al Pacino, Mavis Staples, James Taylor en Martha Argerich
- 2017: Carmen de Lavallade, Gloria Estefan, LL Cool J, Norman Lear en Lionel Richie
- 2018: Cher, Reba McEntire, Philip Glass, Wayne Shorter en Hamilton
- 2019: Linda Ronstadt, Earth, Wind & Fire, Sally Field, Michael Tilson Thomas en Sesame Street.